# Рудика Олексій Павлович
Олексій Павлович Рудика (нар. 7 червня 1959, Запоріжжя, УРСР) — радянський український футболіст, воротар, радянський та український футбольний тренер.

## Кар'єра гравця
Вихованець футбольної школи «Стріла» (Запоріжжя), перший тренер — В. Кіндрат. Футбольну кар'єру розпочав 1977 року в складі запорізького «Металурга». У 1979 році призваний на військову службу, яку проходив в одеському СКА. У 1981 році переведений в узбецький «Хісар». Після звільнення з військової служби в 1983 році підсилив запорізьке «Торпедо». У 1987 році перейшов до севастопольської «Чайки», у футболці якої 1989 року завершив футбольну кар'єру. У 2005 році виступав за аматорський клуб КАМО з Севастополя.

## Кар'єра тренера
По завершенні кар'єри гравця розпочав тренерську діяльність. З 1990 року допомагав тренувати севастопольську «Чайки», а в травні 1991 року призначений головним тренером команди, якою керував до липня 1992 року.

## Особисте життя
Брат-близнюк Олександр та племінник Сергій також футболісти.

## Досягнення

### Як гравця
«Торпедо» (Запоріжжя)
- Чемпіонат УРСР серед аматорів
  -  Чемпіон (1): 1986